# Радом
Радом (пољ. Radom) град је у Пољској, у Мазовском војводству. Кроз Радом протиче река Млечна. По подацима из 2012. године било је 219.703 становника.
Град је основан 1340. Кроз историју, припадао је Пољској краљевини, па затим Аустријском и Руском царству. Оснивањем Пољске републике 1918. Радом је постао њен део. До Другог светског рата Јевреји су чинили значајан део становништва. По руском попису из 1897. чинили су 39% популације.
Овде се налази КК Роса Радом.

## Становништво
| 2012.   |
| ------- |
| 219.703 |

## Партнерски градови
- Прилеп
- Банска Бистрица
- Даугавпилс
- Гомељ
- Хужоу
- Магдебург
- Озјори
- Плоешти
- Стара Загора
- Талавера де ла Реина
- Тернопољ